# Veľké Pole
Veľké Pole (německy Hochwies) je obec na Slovensku v okrese Žarnovica.

## Dějiny
První zmínka o obci je z roku 1332. Do roku 1945 bylo Veľké Pole obec karpatských Němců v oblasti Hauerland, osidlování od 13. století. V blízkosti se nachází obec Pila. Po skončení druhé světové války v letech 1945-46 byli karpatští Němci vysídleni.